# Ikechukwu Uche
Ikechukwu Uche (Aba, 5 gennaio 1984) è un ex calciatore nigeriano, di ruolo attaccante.

## Carriera
Nella sua carriera ha giocato prevalentemente nel Campionato Spagnolo, giocando in varie squadre più o meno prestigiose come Recreativo Huelva, Getafe ed infine Real Saragozza.
Cresciuto calcisticamente nel Heartland, stessa squadra in cui militò il calciatore Nigeriano Nwankwo Kanu, venne portato in Europa dal club Spagnolo Racing Ferrol.
Dopo due stagioni con il Racing Ferrol viene acquistato dal Recreativo Huelva, con cui nella stagione 2005-2006 vince il Trofeo Pichichi in Segunda División e ottiene la promozione in massima serie.
Esordisce nella Liga spagnola il 26 ottobre 2006, entrando in campo al 62' al posto di Florent Sinama-Pongolle, nella partita contro il Getafe persa 1-2. Al termine della stagione passa proprio al club di Madrid.
Nel 2009 passa al Real Saragozza, ma complice anche un infortunio che lo ha bloccato per quasi tutta la stagione, conclude la prima stagione con sole tre presenze.
Torna ad essere disponibile nei primi mesi del 2011 e il 2 marzo segna il suo primo gol con la squadra aragonese, che regala la vittoria in rimonta contro l'Athletic Bilbao.
Il 31 agosto 2011, viene acquistato dal Villarreal, ma nello stesso giorno viene subito ceduto in prestito al Granada.
Il 19 giugno 2015 viene ufficializzato il suo trasferimento, per 3,5 milioni di €, ai messicani del Tigres.

## Palmarès

### Club
- Segunda División (Spagna): 1

Recreativo Huelva: 2005-2006
- Campionato messicano: 1

Tigres UANL: Apertura 2015

### Nazionale
- Coppa d'Africa: 1

Sudafrica 2013